# 保罗·约翰·安塞尔姆·冯·费尔巴哈

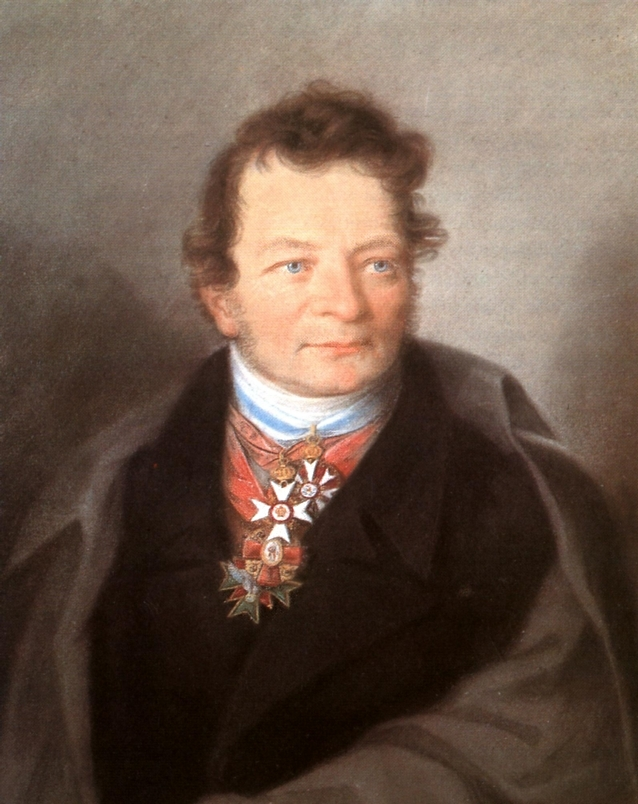
保罗·约翰·安塞尔姆·冯·费尔巴哈

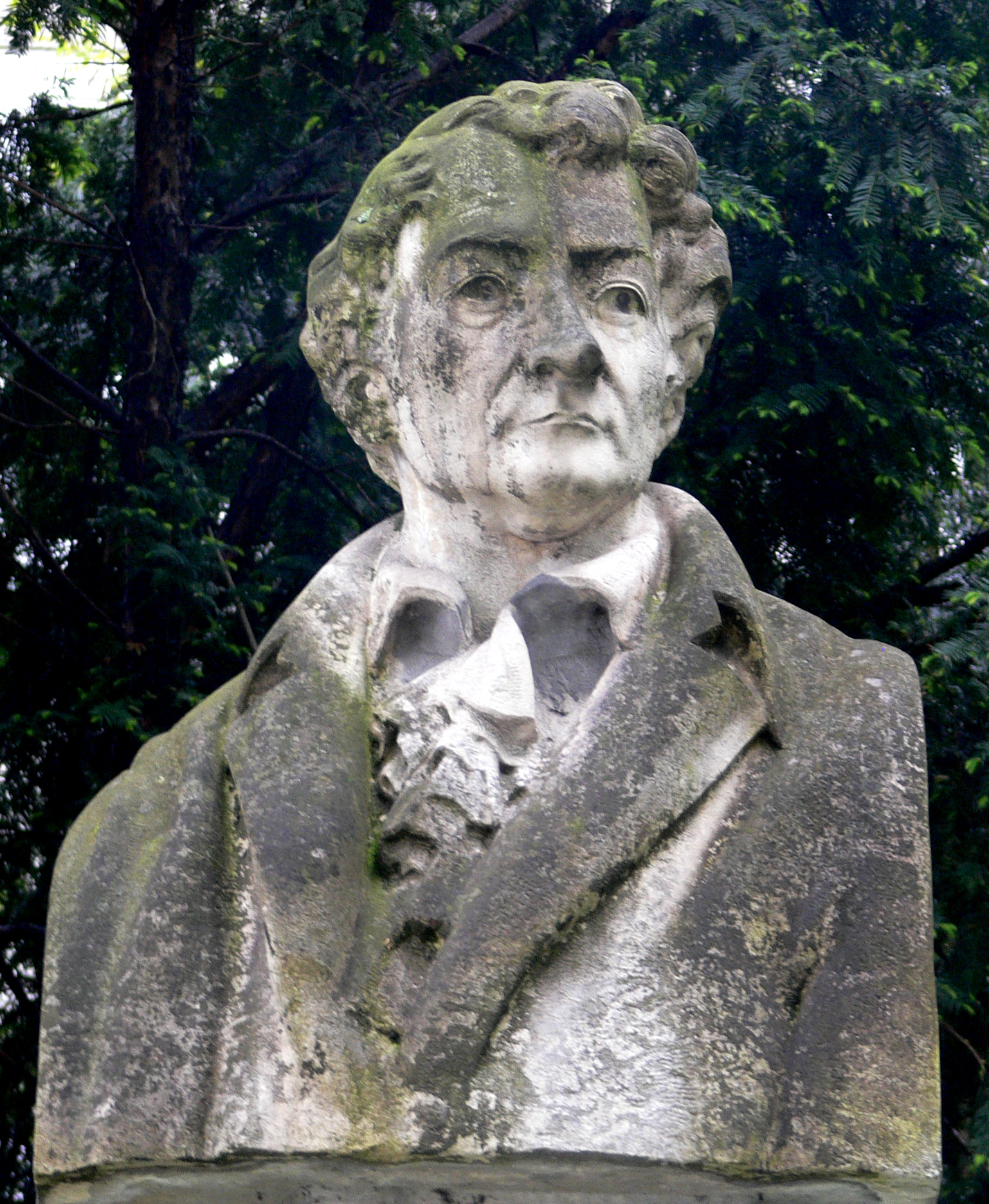
耶拿城溝路旁的冯·费尔巴哈紀念頭像

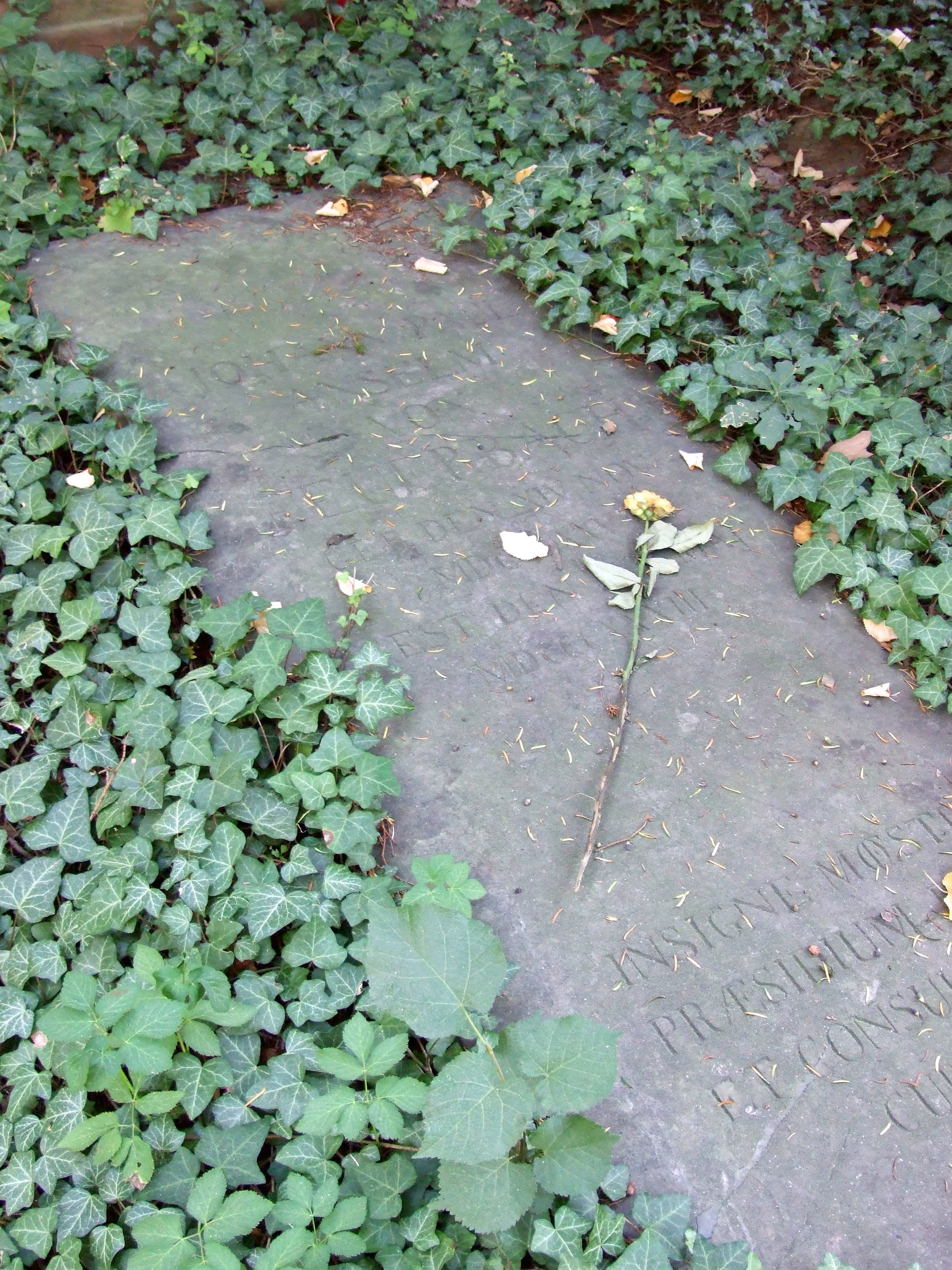
法蘭克福的冯·费尔巴哈墳墓

保罗·约翰·安塞尔姆·冯·费尔巴哈（德語：Paul Johann Anselm von Feuerbach；1775年11月14日—1833年），簡稱冯·费尔巴哈（以彰顯他的貴族頭銜），或更簡稱費爾巴哈，台灣法律文獻中曾有譯為封·火溪（火溪是Feuerbach的德文字面意義）出生于德國Hainchen（今日瑙姆堡南方約150公里、耶拿東北東方約30公里處的小村莊）；卒於1833年5月29日，德國法蘭克福。
費爾巴哈是德國18世紀末到19世紀初的刑法學家，被譽為德語區現代刑法學的始祖。著名理論有「心理強制論」（德語：Theorie des psychologischen Zwangs）。他是1813年巴伐利亞王國刑法典的起草人，這是世界文化史上第一部把大部份的啟蒙政治思想落實為條文的刑法典。

## 家世
費爾巴哈育有3女5子，兒子們各從事不同領域的學術工作並且頗具聲望，女兒們則史書記載不多。子女們依長幼分別是：
- 長子，約瑟夫·安塞尔姆·費爾巴哈（德语：Joseph Anselm Feuerbach）（1798–1851），考古學家、語言學家。他最有名的一個兒子是安塞尔姆·費爾巴哈（德语：Anselm Feuerbach）（1829–1880），19世紀後半，德國最有名的畫家之一。
- 次子，卡爾·威廉·費爾巴哈（1800–1834），數學家。數學理論中的九點圓又被稱為「費爾巴哈圓」，就是他發現的。
- 三子，愛德華·奧古斯都·費爾巴哈（德语：Eduard August Feuerbach）（1803–1843），法學家，領域：「日爾曼法制史」。曾在慕尼黑大學和埃爾朗根大學任教。
- 四子，路德维希·安德列斯·费尔巴哈（1804–1872），反基督教的哲學家、人類學家。他大概是封·費爾巴哈諸子中影響世界歷史最深刻的一個。路德維希求學階段為「青年黑格爾學派」的成員，曾與共產主義發明人馬克斯、恩格斯等人在柏林大學（今日的「柏林洪堡大學」）同窗深交。出道後主要著作有《黑格爾哲學的批判》、《論哲學和基督教》、《基督教的本質》等等。主要哲學理論是機械論的唯物主義。馬克斯的宗教批判以及歷史唯物論都深受他的影響。
- 五子，弗里德里希·海因里希·費爾巴哈（德语：Friedrich Heinrich Feuerbach）（1806–1880），語言學家，哲學家。
- 長女，Rebekka Magdalena (1808–1891)。
- 次女，Leonore Feuerbach (1809–1885)。
- 三女，Elise Feuerbach (1813–1883)。

## 註腳
1. ↑  Paul Johann Anselm von Feuerbach.  Reprint (2000). München. 1813. ISBN 3-8051-0301-8.保羅·約翰·安森·封·費爾巴哈.  Reprint (2000). München. 1813. ISBN 3-8051-0720-X.